# Żupania karlowacka
Żupania karlowacka (chorw. Karlovačka županija) – komitat w środkowej części Chorwacji ze stolicą w Karlovacu. Graniczy ze Słowenią i Bośnią i Hercegowiną. W 2011 roku liczył 128 899 mieszkańców.

## Podział administracyjny
Żupania karlowacka jest podzielona na następujące jednostki administracyjne:

- miasto Karlovac
- miasto Duga Resa
- miasto Ogulin
- miasto Ozalj
- miasto Slunj
- gmina Barilović
- gmina Bosiljevo
- gmina Cetingrad
- gmina Draganić
- gmina Generalski Stol
- gmina Josipdol
- gmina Krnjak
- gmina Lasinja
- gmina Netretić
- gmina Plaški
- gmina Rakovica
- gmina Ribnik
- gmina Saborsko
- gmina Tounj
- gmina Vojnić
- gmina Žakanje